# Доходный дом А. М. Тупикова
Дохо́дный дом А. М. Тупико́ва (Дом Косико́вского) — памятник архитектуры. Расположен в Санкт-Петербурге, современный адрес дома — улица Пестеля, 14 / Литейный проспект, 21.

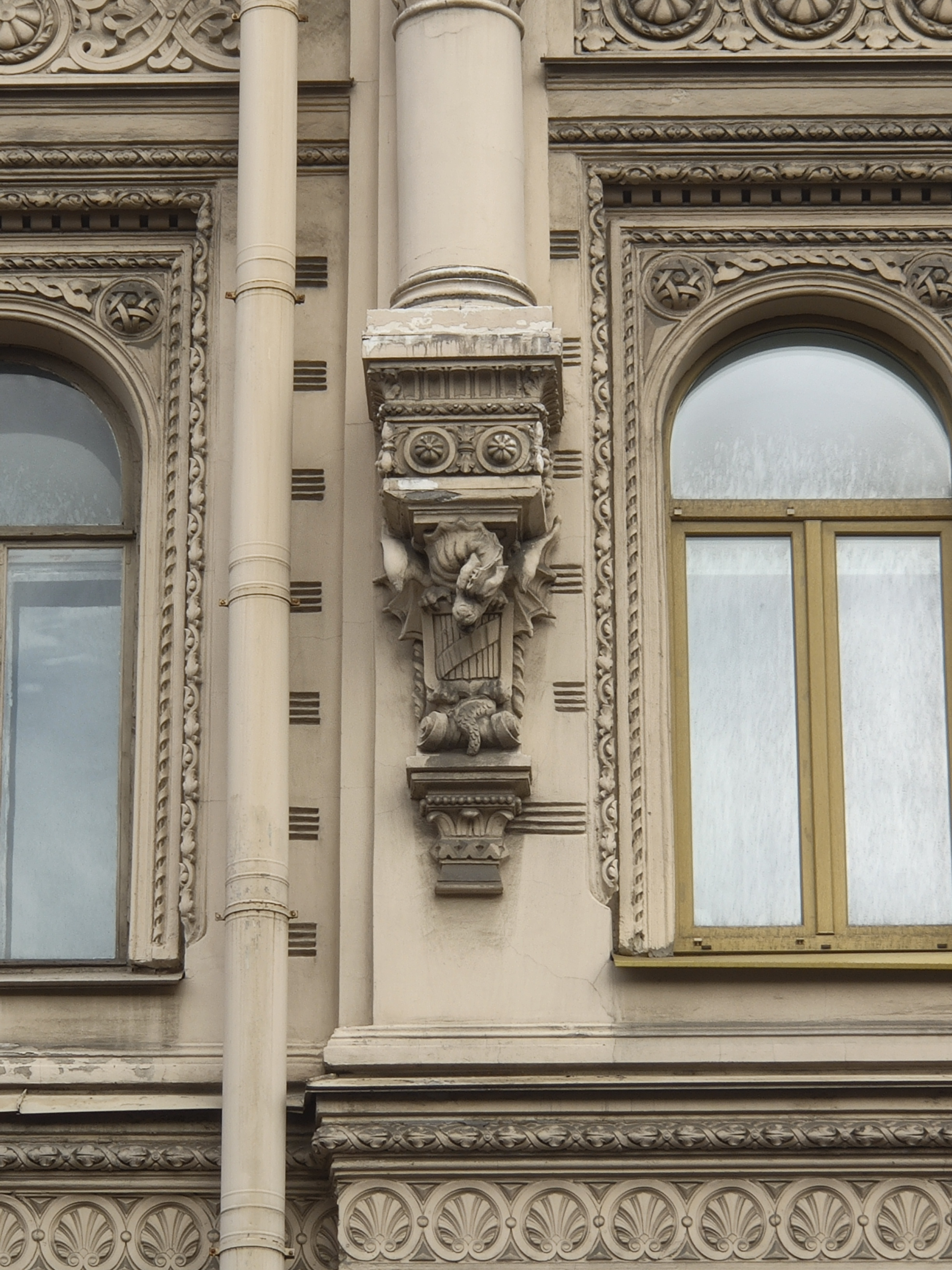
Дракон

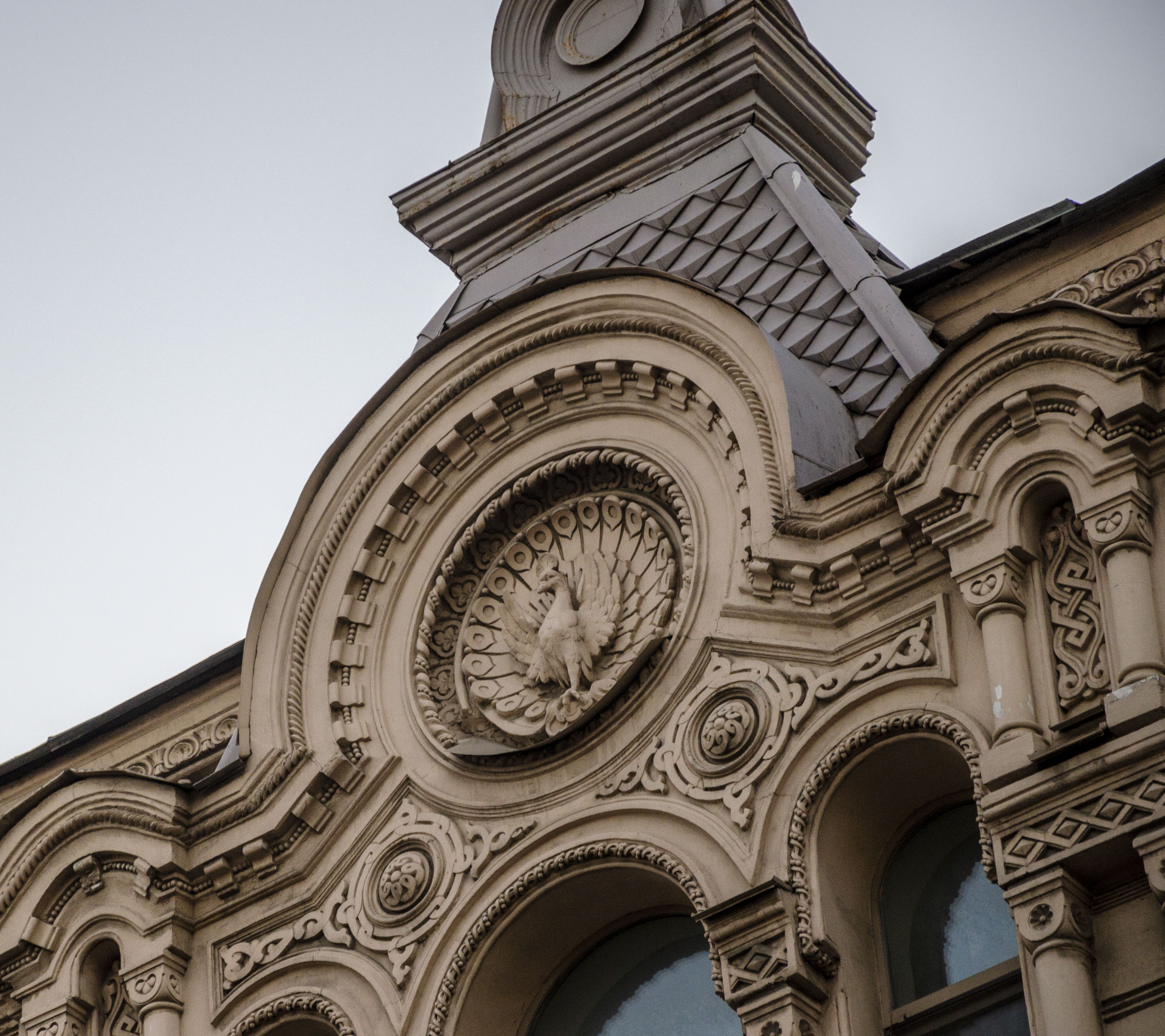
Павлин

В первой трети XIX века участок был занят двухэтажным домом в стиле безордерного классицизма (Мастерская каретного мастера Иохима с рустованным нижним этажом и треугольным фронтоном по центру со стороны Литейного проспекта). В 1834 году под фронтоном было сделано венецианское окно. В 1847 году здание надстроил до 4 этажей Н. Е. Ефимов (фронтон был убран). В 1876—1877 годах Ю. О. Дютель, сломав строения по улице Пестеля, расширил здание и изменил его внешний вид. Окна исходной постройки, прямоугольные на первых двух этажах и с полуциркульными завершениями на верхних этажах, не были изменены, пристройка повторяет этот ритм.
Центр и края фасадов выделены сложными композициями, в декоре использовано, согласно А. Л. Пунину, «безудержное нагромождение арочек, колонок, шатриков, зубчиков, розеток, скомпилированных из элементов романского стиля, мавританской и древнерусской архитектуры». 28 кронштейнов фасадных колонн выполнены в форме дракончиков, эркеры венчают шатры с распустившими хвост павлинами. Часть оформления была придумана по ходу строительства, так как отсутствовала в изначальном проекте, предположительно это было вызвано желанием затмить декор дома А. Д. Мурузи.
В ноябре 1890 года дом пострадал при сильном, длившемся два дня пожаре, начавшемся из-за дров в подвале.
В 1906 году в доме располагалось издательство «Былое», в 1920-х годах — издательство «Колос». Со стороны улицы Пестеля в 1968 году была установлена мемориальная доска в честь того, что в доме в 1927—1938 годах жил С. Я. Маршак, к другим известным жильцам относятся Семён Златогоров и Вадим Салманов.
Согласно воспоминаниям Даниила Аля, парадная здания была украшена колоннами, и в ней стоял неработающий гидравлический лифт; позднее при капремонте она была заложена и превращена в окно. Предположительно эта парадная фигурирует в стихотворении Маршака «Мистер Твистер» как «Улица Пестеля, первый подъезд».